# Sas Péter
Sas Péter (Budapest, 1954. október 1.) irodalom- és művelődéstörténész.

## Életpályája
A Kossuth Lajos Gimnázium orosz–latin tagozatára járt, majd az ELTE-n magyar–történelem szakos diplomát szerzett. Dolgozott a Országos Széchényi Könyvtárban, Corvina Könyvkiadónál, majd az MTA Történettudományi Intézeténél. 2001-től az MTA BTK Irodalomtudományi Intézetének tudományos munkatársa. 2010-ben a kolozsvári Babes-Bolyai Tudományegyetemen doktori címet (PhD) szerzett. Tudományos kutatásaiért Kós Károly-díjat kapott, illetve 2003-ban a Debreceni Egyetem Történeti Intézete Erdélytörténeti Alapítvány díját.

## Munkássága
Főbb kutatási területei:
- a 20. századi erdélyi magyar irodalom- és művelődéstörténet,
- a 20. századi erdélyi tudományos élet és kiemelkedő személyiségei.

### Könyvei
- „Kőből fából házat...igékből várat.” In memoriam Kós Károly 1883–1983, vál., szerk., sajtó alá rend., utószó Sas Péter; Magvető, Budapest, 1983
- "Nem spekuláltam, éltem...” Válogatás Kós Károly születésének 100. évfordulójára; Vál., utószó Sas Péter, ajánlás Makovecz Imre, Budapest, Népművelési Intézet, 1983
- Kós Károly emlékezete. Születésének 100. évfordulójára; szerk., utószó Sas Péter, előszó Bihari József; Pest megyei Múzeumok Igazgatósága–Pest megyei Művelődési Központ és Könyvtár, Szentendre, 1984
- Kós Károly Képeskönyv, gyűjt., vál., szerk. Sas Péter, Budapest, Múzsák, 1985
- Ódon Erdély, Művelődéstörténeti tanulmányok I–II, vál., sajtó alá rend., szerk., előszó, jegyz. Sas Péter, utószó Niederhauser Emil, Budapest, Magvető, 1986 (Magyar Hírmondó)
- Cseh Gusztáv, Jeles házak, a magyarázó jegyzeteket írta Sas Péter, Budapest, Múzsák, 1988
- Cs. Szabó László, Kárpát kebelében, Szellemi utazás, vál., sajtó alá rend., szerk. Sas Péter, Budapest, Könyves Kálmán, 1994
- A kolozsvári Szent Mihály templom, Kolozsvár, Gloria, 1998
- A kolozsvári ferences templom, Kolozsvár, Szt. István Királyról Elnevezett Erdélyi Ferences Rendtartomány, 1999
- A kolozsvári piarista templom, Kolozsvár, Gloria, 1999
- P. Benedek Fidél, Csíksomlyó, sajtó alá rend., bev. tan. Sas Péter, előszó P. Benedek Domokos, Kolozsvár, Szent István királyról elnevezett Erdélyi Ferences Rendtartomány, 2000 (Szent Bonaventura – Új sorozat 22.)
- Herepei János, A kalotaszegi templomok, cintermek és temetők régi sírkövei, sajtó alá rend., szerk., előszó Sas Péter, Kolozsvár, Művelődés, 2001
- P. Benedek Fidél, Az Erdélyi Ferences Rendtartomány I–II, vál., sajtó alá rend., szerk. Sas Péter, előszó Páll Leó, Kolozsvár, Szent István királyról elnevezett Erdélyi Ferences Rendtartomány, 2002 (Szent Bonaventura – Új sorozat 23–24.)
- Herepei János, A kolozsvári Farkas utcai templom történetéből, Az 1638–1647. évi építkezés, berendezés és felszerelés adattára, sajtó alá rend., szerk., előszó Sas Péter, Kolozsvár, Művelődés, 2002
- Kelemen Lajos, Dr. Gidófalvy István (életrajz), sajtó alá rend., kísérőtanulmány, szerk., jegyz. Sas Péter, Kolozsvár, Művelődés, 2002
- A politikus Kós Károly, [Huedin], Pro Kalotaszeg, 2002
- Kós Károly levelezése, összegyűjt., sajtó alá rend., szerk., kisérő tan., jegyz. Sas Péter, Budapest, Mundus Magyar Egyetemi Kiadó, 2003 (Mundus – Új irodalom 26–27.)
- A Szamos-parti Athén, A 19. századi Kolozsvár és lakói Veress Ferenc felvételein, Kolozsvár, Művelődés, 2003
- Mesélő képeslapok : Kolozsvár 1867-1919, Budapest, Noran, 2003
- Herepei János, Kolozsvár történeti helyrajza, sajtó alá rend., szerk., előszó Sas Péter, Kolozsvár, Művelődés, 2004
- Herepei János, A kolozsvári Farkas utcai református templom és kollégium történetéből, sajtó alá rend., szerk., előszó Sas Péter, Kolozsvár, Művelődés, 2004
- Az erdélyi magyar festőművészet lírikusa, Tóth István, Kolozsvár, Művelődés, 2004
- Város a Szamosnál, Magyar írók kolozsvári novellái, gyűjt., összeáll., szerk. Sas Péter, Budapest, Noran, 2004 (Városok)
- Cs. Szabó László, Kárpát kebelében, Szellemi utazás, vál., sajtó alá rend., előszó Sas Péter, Kolozsvár, Kriterion, 2005
- Erdélyi városok, gyűjt., összeáll., szerk. Sas Péter, Budapest, Noran, 2005 (Mesélő képeslapok)
- P. Benedek Fidél, Erdélyi kolostorok, sajtó alá rend., szerk., előszó Sas Péter, Csíkszereda, Pallas-Akadémia, 2005 (Bibliotheca Transsylvanica 42.)
- Herepei János, A kolozsvári színház és színészet történetéből, sajtó alá rend., szerk., előszó Sas Péter, Kolozsvár, Művelődés, 2005
- Gidófalvy István, Önéletrajz, közzéteszi Sas Péter, Kolozsvár, Művelődés, 2005
- Wick Béla, Szent Ferenc rendjének története Kassán, sajtó alá rend., szerk., utószó Sas Péter, Budapest, Múzeum Antikvárium – Bookmaker Kiadó, 2005 (Antikvár leletek 1.)
- Nagy Péter (Grandpierre Emil), Ó, kedves Kolozsvár! Lírai városkalauz, utószó Sas Péter, Budapest, Noran, 2005 (Kincses Kolozsvár)
- Székelyek, Magyar írók novellái a Székelyföldről, a székely emberről, gyűjt., összeáll., szerk. Sas Péter, Budapest, Noran, 2005 (Novellák)
- A sepsiszentgyörgyi Székely Nemzeti Múzeum elmenekített anyagának pusztulása 1945-ben, Kolozsvár, Erdélyi Múzeum-Egyesület, 2006 (Erdélyi Tudományos Füzetek 257.)
- Kelemen Lajos, Művelődéstörténeti tanulmányok, sajtó alá rend., szerk., bev. tan., jegyz. Sas Péter, Kolozsvár, Kriterion, 2006
- Felvidéki városok, gyűjt., összeáll., szerk. Sas Péter, Budapest, Noran, 2006 (Mesélő képeslapok)
- Markovits Rodion, Reb Ancsli és más avasi zsidókról szóló széphistóriák, sajtó alá rend., szerk. és az utószót írta Sas Péter, Budapest, Noran, 2006 (Századok legendái)
- Papok, szerzetesek, apácák, gyűjt., összeáll., szerk. Sas Péter, Budapest, Noran, 2006 (Novella)
- A kolozsvári jezsuita, majd piarista templom kincstára, Kolozsvár, Kriterion, 2007
- Biró Vencel, Erdélyi piarista nagyok, sajtó alá rend., szerk., előtanulmány Sas Péter, Kiadatlan életrajzok, Kolozsvár, Verbum, 2007
- Thoroczkai Wigand Ede, Hajdonába régös-régön… vál., sajtó alá rend., szerk., előszó Sas Péter, Kolozsvár, Művelődés, 2007
- Kalotaszeg, Magyar írók írásai Kalotaszegről, a kalotaszegi emberről, gyűjt., összeáll., szerk. Sas Péter, Budapest, Noran, 2007 (Novella)
- Divald Kornél, Felvidéki históriák, vál., sajtó alá rend., szerk. előszó Sas Péter, Budapest, Noran, 2007
- Bánffy Miklós, Mesék, sajtó alá rend., szerk., előszó Sas Péter, Budapest, Noran, 2007
- A nagyúr, Bánffy Miklós emlékezete, vál., szerk., összeáll. Sas Péter, Budapest, Nap Kiadó, 2008 (Emlékezet)
- Az erdélyi római katolikus egyház 1900–1948, Budapest, Barankovics István Alapítvány – Mundus Magyar Egyetemi Kiadó, 2008
- Kós Károly, a hűség embere, Budapest, Lucidus, 2008
- Herepei János, Művelődéstörténeti tanulmányok és adattárak, sajtó alá rend., szerk., előszó Sas Péter, Kolozsvár, Művelődés, 2008
- P. Benedek Fidél, Ferences kolostorok és templomok II, sajtó alá rend., szerk. Sas Péter, Csíkszereda, Pallas-Akadémia, 2008 (Bibliotheca Transsylvanica 57.)
- Biró József, Erdély beszélő kövei, vál., sajtó alá rend., szerk., előszó Sas Péter, Kolozsvár, Kriterion, 2008
- Jelek és csodák, Ady Endre és Erdély, gyűjt., összeáll., szerk., utószó Sas Péter, Budapest, Noran, 2008
- Örmények, Magyar írók az örmény városokról, az örmény emberről, gyűjt., összeáll., szerk. Sas Péter, Noran, 2008 (Városok)
- A kolozsvári Szent Mihály-templom és egyházi gyűjteménye, Kolozsvár, Gloria, 2009.
- Kós Károly, a könyvművész, Budapest, Holnap Kiadó, 2009.
- Erdély legendás levéltárosa : Kelemen Lajos és az erdélyi magyar tudományosság, Budapest, Lucidus, 2009
- Kós Károly képeskönyv, Csíkszereda, Pallas-Akadémia, 2009
- Melka Vince, Kolozsvár, Művelődés, 2009
- Kelemen Lajos, Művelődéstörténeti tanulmányok II, sajtó alá rend., szerk., bev. tan., jegyz. Sas Péter, Kolozsvár, Kriterion, 2009
- Russel Károly – Fekete Endre – Hám Antal, A kolozsvári Kalazantinum története 1894–1916, sajtó alá rend., szerk., előszó Sas Péter, Budapest, Piarista Rend Magyar Tartománya, 2009 (Magyarország piarista múltjából 4.)
- Dsida Jenő emlékezete, Összeállítás születésének és munkásságának évfordulóhoz nem kötött, időtlen tiszteletére, szerk. Sas Péter, Kolozsvár, Kriterion, 2009
- P. Pap Leonárd, Erdélyi ferences nyomdák és kiadványok, szerk., utószó Sas Péter, Csíkszereda, Pallas-Akadémia, 2009 (Bibliotheca Transsylvanica 63.)
- Biró Vencel, Képek Erdély múltjából, Történeti rajzok, összeáll., előszó Sas Péter, Kolozsvár, Művelődés, 2009
- Funebria Memoria, A kolozsvári piarista templom emléktáblái, halotti címerei és kriptájának sírfeliratai, Kolozsvár, Verbum, 2010
- A kolozsmonostori bencés apátsági, majd Nagyboldogasszony-templom, Kolozsvár, Verbum, 2010
- A kolozsmonostori Fájdalmas Szűzanya plébániatemplom és egyházközség történet, Kolozsvár, Verbum, 2010
- Egy reneszánsz lelkületű főpap, Dr. Hirschler József főe, Kolozsvár, Verbum, 2010esperes-plébános, Kolozsvár, Verbum, 2010
- Kemény János: Kákoc Kis Mihály, Regény, előszó Sas Péter, Csíkszereda, Pallas-Akadémia, 2010 (Kemény János művei I.)
- A heraldikus : Köpeczi Sebestyén József élete és munkássága, (szerk.) Csíkszereda, Pallas-Akadémia, 2011
- A kolozsvári Szent Mihály-templom, Kolozsvár, Kolozs-Dobokai Főesperesi Kerület, 2011 (Kolozsvár római katolikus templomai 1.)
- Marianum, A 100 éves római katolikus tan- és leánynevelő intézet emlékezete, Kolozsvár, Verbum, 2011
- A római katolikus egyház szerepe Kolozsvár építészettörténetében – Rolul bisericii romano-catolice în istoria arhitecturii Clujene, Kolozsvár, Verbum, 2011
- A kolozsvári piarista templom, Kolozsvár, Kolozs-Dobokai Főesperesi Kerület, 2011 (Kolozsvár római katolikus templomai 2.)
- A kolozsmonostori volt bencés apátsági, ma Nagyboldogasszony-templom, Kolozsvár, Kolozs-Dobokai Főesperesi Kerület, 2011 (Kolozsvár római katolikus templomai 3.)
- A kolozsvári róm. kat. főgimnázium emlékalbuma 1579–1929, gond., utószó Sas Péter, Kolozsvár, Művelődés, 2011
- Biró Vencel, A kolozsvári római katolikus gimnázium története 1918–1940, A Báthory-Apor Szeminárium története, sajtó alá rend., szerk., utószó Sas Péter, Kolozsvár, Művelődés, 2011
- A róm. kat. szerzetesrendek enciklopédiája, gond., szerk. Sas Péter, Kolozsvár, Verbum Kiadó, 2011
- Kemény János: Kutyakomédia, Regény, sorozatszerk., utószó Sas Péter, Csíkszereda, Pallas-Akadémia, 2011 (Kemény János művei II.)
- A temesvári Szent Kereszt felmagasztalása piarista templom – Biserica piariştilor din Timişoara închinată „înălţării sfintei cruci – Die Temeswarer Piaristenkirche Heiliges Kreuz, Cluj-Napoca Provincia Piaristă din România. Kolozsvár–Temesvár, Cluj-Napoca–Timişoara, Klausenburg–Temeswar, Romániai Piarista Rendtartomány – Gerhardinum, Provincia Piaristă din România – Gerhardinum, Rumänische Ordensprovinz der Piaristen – Gerhardinum, 2012
- A kolozsvári volt minorita, ma Urunk színeváltozása-templom, Kolozsvár, Kolozs-Dobokai Főesperesi Kerület, 2012 (Kolozsvár római katolikus templomai 4.)
- Biserica adormirii maicii domnului, a abaţiei benedictine de odinioară din Cluj-Mănăştur, Cluj-Napoca, Parohia Romano-Catolică din Cluj-Mănăştur, 2012 (Bisericile romano-catolice din Cluj-Napoca 3.)
- Biró Vencel, Katolikus kincsek, Egyháztörténeti tanulmányok, összeáll., szerk., utószó Sas Péter, Kolozsvár, Romániai Piarista Rendtartomány, 2012 (Biró Vencel összegyűjtött tanulmányok I.)
- Siklóssy László, Kincsek és játékok, Szellem és test művelése a magyar kultúrában, vál., előszó Sas Péter, Kolozsvár, Kriterion, 2012
- Bágyuj Lajos, Műemlék-helyreállítás Erdélyben (1955–1973), sajtó alá rend., utószó Sas Péter, Kolozsvár, Kolozs-Dobokai Főesperesi Kerület, 2012
- Bauer Júlia: És mégis, sajtó alá rend., szerk., utószó Sas Péter, Budapest, Noran Libro, 2012
- Kelemen Lajos élete képekben, Kolozsvár, Gloria, 2013
- Gyalui Farkas: Emlékirataim, 1914-1921; sajtó alá rend., jegyz., előszó Sas Péter; Művelődés Egyesület, Kolozsvár, 2013
- Az Successióról való tractatus Magyarul. Mellyet Kolosváratt, in Anno 1603. a Colosváriak-nak jo módgyával köztök való Osztozás dolgából mint következik rend-szerint Írattatott az 1699. esztendőben; szöveggond., utószó Sas Péter; Kolozs-Dobokai Főesperesi Kerület, Kolozsvár, 2013 (A Kolozs-Dobokai Főesperesi Kerület könyv- és levéltári kiadványai)
- Kemény János, Víziboszorkány, Regény, sorozatszerk., utószó Sas Péter, Csíkszereda, Pallas-Akadémia, 2013 (Kemény János Művei, 3.)
- Emlékirat. Báró Bánffy Jánosné Wesselényi Józéfa bárónő emlékirata 1848-49-i éleményeiről; sajtó alá rend., bev. Kelemen Lajos, utószó Sas Péter; Kriterion, Kolozsvár, 2014 (Téka)
- Márton Áron erdélyi püspök élete és munkássága; Nemzetstratégiai Kutatóintézet–Méry Ratio, Budapest, 2014 (Kárpát-haza könyvek)
- Ónodi Veress Ferenc fényképész műterme Kolozsvárt; Művelődés, Kolozsvár, 2014
- Kós Károly publicisztikája, összegyűjt., sajtó alá rend., szerk., előszó Sas Péter, Csíkszereda, Pallas-Akadémia, 2014
- Jegyzőkönyvek a kolozsvári római katolikus egyházközség képviselőtestülete és választmányának 1900–1918. közötti üléseiről, sajtó alá rend., szerk. Sas Péter, Kolozsvár, Kolozs-Dobokai Főesperesi Kerület, 2014 (A kolozsvári Szent Mihály egyházközség története I.)
- Jegyzőkönyvek a kolozsvári római katolikus egyházközség képviselőtestülete és választmányának 1920–1946. közötti üléseiről, sajtó alá rend., szerk. Sas Péter, Kolozsvár, Kolozs-Dobokai Főesperesi Kerület, 2014 (A kolozsvári Szent Mihály egyházközség története II.)
- Biserica piaristă din Cluj-Napoca, Cluj-Napoca, Gloria, 2014 (Bisericile romano-catolice din Cluj-Napoca 2.)
- Dr. Nagy András: Arcok és találkozások, sajtó alá rend., szerk., előszó Sas Péter, Kolozsvár, Kolozs-Dobokai Főesperesi Kerület, 2014
- Kemény János: Kakukkfiókák, Regény, sorozatszerk., utószó Sas Péter, Csíkszereda, Pallas-Akadémia, 2014 (Kemény János Művei, 4.)
- A Farkas utcai református templom. Történelmi emlékei; Stúdium, Kolozsvár, 2015
- Both Ferenc: Ötven év a temesvári piarista gimnázium történetéből, 1885–1935. Műveltség- és kortörténeti tanulmányok; sajtó alá rend., szerk., utószó Sas Péter; Piarista Rend Magyar Tartománya, Budapest, 2015 (Magyarország piarista múltjából)
- "Nem kell mondanom, hogy a szobrok is beszélnek...". Kós András életútja Sztánától Sztánáig; Művelődés, Kolozsvár, 2015
- Biserica Sfântul Mihail din Cluj-Napoca. Cluj-Napoca, Kolozs-Dobokai Főesperesi Kerület, 2015 (Bisericile Romano-Catolice din Cluj-Napoca; 1.)
- Kemény János, Ítéletidő, Történetek és rajzok a Havas életéből, sorozatszerk., utószó Sas Péter, Csíkszereda, Pallas-Akadémia, 2015 (Kemény János Művei, 5.)
- Csendország rabja. Az első magyar siket költőnő, Krüzselyi Erzsébet élete és költészete; Verbum, Kolozsvár, 2016
- Kelemen Lajos levelezése I. 1889–1909, sajtó alá rend., szerk., bev. tan., jegyz. Sas Péter, Budapest, Balassi, 2016
- Egy egyszerű, boldog leányka napjaiból: Veress Piroska naplói, gond., szerk., utószó Sas Péter, Kolozsvár, Művelődés Egyesület; Szentimrei Alapítvány, 2016
- Kelemen Lajos: Napló I. (1890–1920), sajtó alá rend., szerk., bev. tan., Sas Péter, Kolozsvár, Erdélyi Múzeum-Egyesület, 2017
- Kós Károly; Magyar Művészeti Akadémia, Budapest, 2017
- A kolozsvári Szent Mihály Egyházközség története (1900–1948), Kitekintés az 1989-es romániai politikai és társadalmi változás után, Kolozsvár, Kolozs-Dobokai Főesperesség, 2017 (A kolozsvári Szent Mihály egyházközség története III.)
- Dr. Nagy András, Lót visszanéz… 1-2., sajtó alá rend., szerk. Sas Péter, Kolozsvár, Kolozs-dobokai Főesperesi Kerület, 2017
- Hollósy Simon 1857–1918. összeáll., szerk. Sas Péter, Máramarossziget, Simonchicz Incze Kulturális Egyesület, 2017
- Kelemen Lajos: Napló II. (1921–1938), sajtó alá rend., szerk., bev. tan., Sas Péter, Kolozsvár, Erdélyi Múzeum-Egyesület, 2018
- Balogh Jolán, Az erdélyi renaissance, sajtó alá rend., szerk., előszó Sas Péter, Máriabesnyő, Attraktor, 2018
- Gidófalvy Istvánné Pataky Etelka, az udvarházak festőművésznője, Kolozsvár, Művelődés Egyesület, 2019
- Magyar erőtér. Az Erdélyi Szépmíves Céh Könyvkiadó és az Erdélyi Helikon története, Köröstárkány-Balatonfőkajár, Kárpátia Stúdió, 2020
- Biró Vencel: "Erdélyt jobban megszeretjük, ha azt múltjával együtt ismerjük" Történeti tanulmányok, összeáll., szerk., kísérőtan. írta Sas Péter. Budapest, Magyarságkutató Intézet, 2021
- Báró Bornemisza Elemérné Szilvássy Karola. Erdély 20. századi református nagyasszonya, Budapest, László András és Társa Bt., 2021
- Kós Károly: Vallomások Erdélyről, összegyűjt., sajtó alá rend., szerk., előszó Sas Péter. Budapest, Erdélyi Szalon. 2022
- Kelemen Lajos levelezése II. 1910–1919, sajtó alá rend., szerk., bev. tan., jegyz. Sas Péter, Budapest, Balassi, 2022
- Buday Árpád: Tiszavirágok 1919-1924. Sajtó alá rend., szerk., előszó Sas Péter. Kolozsvár, Művelődés Egyesület, 2022.
- Hory András: Belmagyar utca 47. Sajtó alá rend., szerk., előszó Sas Péter. Kolozsvár, Művelődés Egyesület, 2023.

### Főbb tanulmányai
- Kós Károly levelei Vincze Gézához, Ráday Gyűjtemény évkönyve (II.) 1982, 298–317.
- Kós Károly levelei Vincze Gézának 2, Ráday Gyűjtemény évkönyve (III.) 1984, 193–213.
- A romániai magyar történetírás tíz éve (1976–1986) = Magyar történészek tudományos találkozója, Budapest, Magyarságkutató Csoport–MTA Történettudományi Intézete – OSZK – Magyarok Világszövetsége, 1986, 89–97.
- A Konstantinápolyi Magyar Tudományos Intézet = Adalékok a 16–20. századi magyar művelődés történetéhez, Budapest, OSZK, 1987, 219–226.
- Szabó T. Attila Herepei Jánoshoz írt levelei, Magyar Múzeum, 1991/1–4, 226–248.
- Kelemen Lajos levelei Herepei Jánoshoz, Nyelv- és Irodalomtudományi Közlemények, 1993/1–2, 163–192.
- A levélíró Kós Károly = Kós Károly egyetemessége felé, Tanulmányok, cikkek, emlékezések, levelek és dokumentumok, összegyűjt. Finna Géza, Marosvásárhely, Kós Károly Alapítvány, 1995, 110–118.
- Kolozsvár látképei a Magyar Nemzeti Múzeum Történelmi Képcsarnokának gyűjteményében, Ars Hungarica, 1996/2, 207–217.
- Az 1921–es új román államcímer keletkezéséről = A Közművelődés szolgálatában, Antológia a Művelődés 1990–1994–es évfolyamaiból, Kolozsvár, Művelődés, 1998. 113–115.
- Erdélyi levelek Hóman Bálinthoz, Nyelv- és Irodalomtudományi Közlemények, 1998/1, 85–102.
- Herepei János, a sepsiszentgyörgyi Székely Nemzeti Múzeum igazgatója (1938–1945) = Emlékkönyv Imreh István nyolcvanadik születésnapjára, szerk. Kiss András, Kovács Kiss Gyöngy, Pozsony Ferenc, Kolozsvár, Erdélyi Múzeum-Egyesület, 1999, 481–497.
- Bánffy Miklós ismeretlen arca (Adalékok az életmű megismeréséhez), Irodalomtörténeti Közlemények, 2001/5–6, 716–723.
- Kós Károly = Magyar Geniusz, szerk. Rácz Arpád, Budapest, Rubicon, 2001, 239–243.
- A római katolikus egyház hatása a város építészetére = Kolozsvár 1000 éve, A 2000. október 13–14.–én rendezett konferencia előadásai, szerk. Dáné Tibor Kálmán, Egyed Ákos, Sipos Gábor, Wolf Rudolf, Kolozsvár, Erdélyi Múzeum Egyesület–Erdélyi Magyar Közművelődési Egyesület, 2001, 239–247.
- Bánffy Miklós ismeretlen arca (Adalékok az életmű megismeréséhez), Irodalomtörténeti Közlemények, 2001/5–6, 716–723.
- Buday Árpád kolozsvári évei = Emlékkönyv Kiss András születésének nyolcvanadik évfordulójára, szerk. Pál-Antal Sándor, Sipos Gábor, W. Kovács András, Wolf Rudolf, Kolozsvár, Erdélyi Múzeum-Egyesület, 2003. 487–509.
- Vatikán és Románia államközi megállapodásai a két világháború között, Egyháztörténeti Szemle, 2003/1, 80–89.
- László Dezső levelesládájából = László Dezső emlékezete 1904–2004, szerk. Cseke Péter, Kolozsvár, Polis, 2004, 216–242.
- A Székelyföld Köpeczi Sebestyén József munkásságában, Székelyföld, 2004/3, 101–116.
- Kelemen Lajos szerepe Móricz Zsigmond Erdély-trilógiájának történelmi hitelességében, Irodalomtörténeti Közlemények, 2005/1–2, 179–187.
- Vadvizek zúgása, Gyalui Farkas és Reményik Sándor radnaborbereki találkozása = Pomogáts-változatok, Írások Pomogáts Béla 70. születésnapjára, szerk. Angyalosi Gergely, Budapest, Littera Nova kiadó, 2005, 139–147.
- Biró Vencel, a piarista rendfőnök és történetíró = Emlékkönyv Csetri Elek születésének nyolcvanadik évfordulójára, szerk. Pál Judit, Sipos Gábor, Kolozsvár, Erdélyi Múzeum-Egyesület, 2005, 427–442.
- A kolozsvári egykori minorita, majd görög katolikus templom sírfeliratai = Lymbus, Magyarságtudományi Közlemények, szerk. Kerekes Dóra, Budapest, Balassi Bálint Intézet, Klebelsberg Kuno Alapítvány, Magyar Országos Levéltár, Nemzetközi Magyarságtudományi Társaság, Országos Széchényi Könyvtár, 2005, 155–168.
- A ferences lelkiség tükröződése művészeti alkotásokban = A ferences lelkiség hatása az újkori Közép-Európa történetére és kultúrájára, szerk. Őze Sándor és Medgyesy-Schmikli Norbert, Piliscsaba – Budapest, PPKE BTK – METEM, 2005. 2, 955–973.
- Köpeczi Sebestyén József, az európai műveltségű Erdély megörökítője, Turul, 2005/3-4, 78–85.
- Egy tudományszervezési emlékirat 1942-ből, Korunk, 2005/4, 99–108.
- Buday György családi háttere = Buday György és Kolozsvár, Álom egy Solveig-házról, szerk. Cseke Péter, Kolozsvár, Komp-Press, 2006, 39–50.
- Kedves István kolozsvári apát-plébános (1782–1864) végrendelete és naplója = Lymbus, Magyarságtudományi Közlemények, szerk. Kerekes Dóra, Budapest, Balassi Bálint Intézet, Klebelsberg Kuno Alapítvány, Magyar Országos Levéltár, Nemzetközi Magyarságtudományi Társaság, Országos Széchényi Könyvtár, 2006, 205–236.
- A Jézus Társasága emlékei az egykori kolozsvári jezsuita templomban = A magyar jezsuiták küldetése a kezdetektől napjainkig, szerk. Szilágyi Csaba, Piliscsaba, Pázmány Péter Katolikus Egyetem Bölcsészettudományi Kar, 2006, 391–413. (Rendtörténeti konferenciák 2.)
- A pálosok Mária-tiszteletének művészettörténeti emlékei = Decus solitudinis, Pálos évszázadok, szerk. Sarbak Gábor, Budapest, Szent István Társulat, 2007, 657–669. (Művelődéstörténeti műhely, Rendtörténeti konferenciák 4/1.)
- A kolozsvári domonkos templom és kolostor szerepe, jelentősége a város építészetében = A domonkos rend Magyarországon, szerk. Illés Pál Attila és Zágorhidi Czigány Balázs, Piliscsaba – Budapest, – Vasvár, Pázmány Péter Katolikus Egyetem – Magyar Egyháztörténeti Enciklopédia Munkaközösség – Domonkos Rendtörténeti Gyűjtemény, 2007, 353–373. (Művelődéstörténeti műhely, Rendtörténeti konferenciák 3.)
- Egy kolozsvári „dantista”: Dr. Hirschler József pápai prelátus in: „Nem sűlyed az emberiség!” ... Album amicorum Szörényi László LX. születésnapjára, főszerk. Jankovics József, Budapest, MTA Irodalomtudományi Intézet, 2007, 845–852. Online hozzáférés
- A Pásztortűz Császár Károly szerkesztésében (1930–1940) in: Emlékkönyv Kántor Lajos hetvenedik születésnapjára, szerk. Balázs Imre József, Horváth Andor, Kovács Kiss Gyöngy, Kolozsvár, Komp-Press Kiadó – Korunk, 2007, 173–201.
- A Szent Ferenc-i lelkiség hatása Dsida Jenő költészetére in: Dsida Jenő emlékkönyv, szerk. Pomogáts Béla, Budapest, Lucidus, 2007, 325–340.
- A kolozsvári piarista (egykori jezsuita) templom sírfeliratai = Lymbus, Magyarságtudományi Forrásközlemények, szerk. Kerekes Dóra, Budapest, Balassi Bálint Magyar Kulturális Intézet, Klebelsberg Kuno Alapítvány, Magyar Országos Levéltár, Nemzetközi Magyarságtudományi Társaság, Országos Széchenyi Könyvtár, 2007, 149–177.
- Kelemen Lajos és naplója in: Emlékkönyv Benkő Samu születésének nyolcvanadik évfordulójára, szerk. Sipos Gábor, Kolozsvár, Erdélyi Múzeum-Egyesület, 2008, 283–299.
- Tusnádi Kovács Miklós erdélyi püspök hagyatékának összeírási és árverési jegyzőkönyve (Kolozsvár, 1852. november 23.) = Lymbus, Magyarságtudományi Forrásközlemények, szerk. Kerekes Dóra, Budapest, Balassi Bálint Magyar Kulturális Intézet, Klebelsberg Kuno Alapítvány, Magyar Országos Levéltár, Nemzetközi Magyarságtudományi Társaság, Országos Széchenyi Könyvtár, 2008, 197–219.
- 120. A bonchidai Bánffy-kastély egykori kéziratgyűjteménye, Magyar Könyvszemle, 2008/1, 56–61.
- „Belső Magyar Uttzai Magyar PARNASSUS”, Egy 18. századi ismeretlen nyomtatvány a kolozsvári unitárius kollégiumról és tanárairól = Szolgálatomat ajánlom a 60 éves Jankovics Józsefnek, szerk. Császtvay Tünde és Nyerges Judit, Budapest, Balassi – MTA Irodalomtudományi Intézet, 2009, 336–348.
- Tusnádi Éltes Károly kolozsvári apát-plébános hagyatékának árverési jegyzőkönyve (Kolozsvár, 1890. január 21.) és a hagyatékáról való számadás (1892–93) = Lymbus, Magyarságtudományi Forrásközlemények, szerk. Kerekes Dóra, Budapest, Országos Széchényi Könyvtár, 2009, 197–219.
- Egy ismeretlen erdélyi lap, a Sövényfalvi Híradó (1898–1899, 1902), Magyar Könyvszemle, 2009/4, 437–445.
- Gyárfás Elemér és Márton Áron levélváltásából, Adalék a 20. századi erdélyi római katolikus egyház- és irodalomtörténethez, Művelődés, 2009/7-8, 17–18.
- A kolozsvári Szent Mihály-plébániakönyvtár, Egy könyv- és olvasmánytörténeti kuriózum = „…mint az gyümölczös és termett szölöveszszöc…” Tanulmányok P. Vásárhelyi Judit tiszteletére, Szerk. Stemler Ágnes, Varga Bernadett, Budapest, Országos Széchényi Könyvtár – Balassi, 2010, 277–284.
- Az erdélyi magyar tudományosság 1920 utáni paradigmaváltása = Tükörjáték, Emlékkönyv Cseke Péter 65. születésnapjára, szerk. Botházi Mária, Győrffy Gábor, Kolozsvár, Medea Egyesület – Művelődés, 2010, 83–96.
- A kolozsvári Szent Mihály-templom plébánosa, Biró János (†1763) templomdíszítő tevékenysége és az általa megrendelt nagy monstrancia = Lymbus, Magyarságtudományi Forrásközlemények, szerk. Lengyel Réka, Budapest, Magyar Országos Levéltár, 2010, 157–185.
- Biró Vencel piarista rendtartományfőnök és történetíró szerepe az erdélyi tudományos életben = A piarista rend Magyarországon, szerk. Forgó András, Budapest, Szent István Társulat, 2010, 503–520. (Művelődéstörténeti Műhely, Rendtörténeti konferenciák 6.)
- Palotay Gertrúd, a mezőségi hímzések kutatója = Mezőség, Történelem, örökség, társadalom, Szerk. Keszeg Vilmos, Szabó Zsolt, Kolozsvár, Művelődés, 2010, 454–461.
- A mezőségi tórendszer, mint az egykori határvédelmi rendszer, a gyepű része = Mezőség, Történelem, örökség, társadalom, Szerk. Keszeg Vilmos, Szabó Zsolt, Kolozsvár, Művelődés, 2010, 398–407.
- A Művészeti Szalon (1926–1932) az ismeretterjesztő képzőművészeti képes havilap helye és szerepe, ME.DOK, 2010/3, 33–40.
- Kós Károly életművének jelentősége = Kultúra, nemzet, identitás, szerk. Jankovics József, Nyerges Judit, Budapest, Nemzetközi Magyarságtudományi Társaság, 2011. 136–143.
- Jancsó Benedek szellemiségének időszerűsége Erdély jövőképében = Jancsó Benedek emlékezete. Budapest, Jancsó Alapítvány, 2011. 161–184.
- Kisbán Miklós Erdélyi történet című trilógiájának megírásra váró folytatása: Bánffy Miklós hét ládája = Versében él… Mózes Huba köszöntése 70. születésnapján. Szerk. Gréczi-Zsoldos Enikő. Miskolc, Bíbor Kiadó, 2011, 309–315.
- Tervezet a volt kolozsmonostori bencés apátság átadásáról a ferences rendnek = Nyolcszáz esztendős a ferences rend, Tanulmányok a rend lelkiségéről, történeti hivatásáról és kulturális-művészeti szerepéről. Szerk. Medgyesy R. Norbert, Ötvös István, Őze Sándor. Budapest, Magyar Napló, 2013, 384–403. (Művelődéstörténeti műhely, Rendtörténeti konferenciák 8/1.)
- Bánffy Miklós rejtélyei = Bánffy Miklós-emlékkonferencia, 2013. december 18., szerk. Papp Endre, Budapest, Magyar Művészeti Akadémia, 2014, 259–274. (A Magyar Művészeti Akadémia konferenciafüzetei 8.)
- Kós Károly grafikai és könyvművészete = Kós Károly-emlékkonferencia, 2013. december 13., szerk. Dévényi Sándor, Budapest, Magyar Művészeti Akadémia, 2014, 71–86. (A Magyar Művészeti Akadémia konferenciafüzetei 9.)
- Janovics Jenő feljegyzése 1919. február 27–28-i beidézéséről és kihallgatásáról = Lymbus, Magyarságtudományi Forrásközlemények, szerk. Lengyel Réka, Budapest, Balassi Intézet, 2014, 293–308.
- „Ne a politikai szervezkedés legyen a ti feladatotok, hanem az erdélyi magyar nép szervezése." Jancsó Benedek ismeretlen levele Gyallay Pap Domokosnak, a Magyar Nép folyóirat szerkesztőjének (Kelemen Lajos hagyatékából) = Jancsó Benedek 160. A nagy székely tudós születésének 160. évfordulóján a Székely Nemzeti Múzeumban, 2014. szeptember 18-án megtartott tudományos emlékülés előadásai. Budapest–Sepsiszentgyörgy, Jancsó Alapítvány, 2015. 31–41.
- A kolozsvári Szent Mihály-templom körüli épületek leírása a római katolikus egyház ingatlan és ingó leltárában (Kolozsvár, 1864. december 7.) = Lymbus, Magyarságtudományi forrásközlemények, főszerk. Ujváry Gábor, Budapest, Nemzetközi Magyarságtudományi Társaság–MTA Bölcsészettudományi Kutatóközpont, 2015, 253–287.
- Kelemen Lajos történész-levéltáros (1877–1963) = Stephanus noster: Tanulmányok Bartók István 60. születésnapjára, szerk. Jankovics József, Jankovits László, Szilágyi Emőke Rita, Zászkaliczky Márton, Budapest, Reciti Kiadó, 2015, 445–462.
- „Ennek az első kötetnek az anyagát Erdélyben, a kalotaszegi falvakban gyűjtöttük.” A Malonyay-vállalkozás ismeretlen részlete, Ethnographia, 2015/2, 299–305.
- Ravasz László dunamelléki református püspök hivatalos levelezéséből, Egyháztörténeti Szemle, 2016/3, 62–81.
- Ismeretlen 19. századi kézírásos erdélyi lapok, ME.dok, 2017/1, 61–75.
- Kelemen Lajos és Márton Áron találkozása az erdélyi magyar tudományos életben. Korunk, 2019/5, 92–98.
- Berde Mária Az én apám című költeménye. = Béklyózatlan a lélek. A 2019. szeptember 20-i miskolci irodalmi konferencia előadásai. Szerk. Mózes Huba. Miskolc, Bíbor, 2020. 13–16.
- Kós Károly. A Kalotaszegi Köztársaság és a transzilvanizmus. Rubiconline, 2020/4. http://www.rubicon.hu/magyar/oldalak/kos_karoly_a_kalotaszegi_koztarsasag_es_a_transzilvanizmus/
- A pákei Tamás, majd pákei Pákei család története, tagjainak munkássága. = Pákei Lajos: Az ausztriai birodalom némely részeiben tett utazásom jegyzetei, sajtó alá rend., jegyz., utószó S. Sárdi Margit. Máriabesnyő, Attraktor, 2021. 235–268.
- Buday Árpád szülőföldjének szerepe munkásságában. = Dolgozatok az Erdélyi Múzeum Érem. és Régiségtárából, 2017–2018, Kolozsvár, Erdélyi Múzeum-Egyesület, 2021. 127–146.
- Lajos Kelemen of Nagyernye: A Historian-Archivist (1877–1963) = Acta Mvsei Napocensis 58/II Historica 2021. Cluj-Napoca, Muzeul Naţional de Istorie a Transilvaniei, 2021. 173–190.
- Kós Károly hitvallása. Művelődés, 2022.10. sz.
- Hozzászólás dr. Veress Emőd Dr. Óvári Elemér kolozsvári ügyvéd életéről és haláláról című írásához. Erdélyi Jogélet, 2023/4, 153–157.
- Lajos Kelemen is a historian-archivist (1877–1963), International Journal of Latest Research in Humanities and Social Science, 2023, Nr. 10, 283–287.
- Hozzászólás a kolozsvári középkori kódex hiteles történetéhez ://szabadsag.ro/article/hozzaszolas-kolozsvari-kozepkori-kodex-hiteles-tortenetehez